# Dratchevitsa
Dratchevitsa (en macédonien Драчевица, en albanais Draçevica) est un village du nord de la Macédoine du Nord, situé dans la municipalité de Stoudenitchani. Le village comptait 250 habitants en 2002. Il est majoritairement albanais.

## Démographie
Lors du recensement de 2002, le village comptait :
- Albanais : 248
- Autres : 2